# Poppy Playtime
Poppy Playtime — компьютерная игра в жанре survival horror с элементами головоломки, разработанная и изданная инди-разработчиком Mob Entertainment. Первая глава была выпущена в Steam для Windows 12 октября 2021 года, вторая вышла там же 5 мая 2022 года в качестве загружаемого контента, третья глава вышла 30 января 2024 года, четвёртая глава вышла 30 января 2025 года. В 2022 году также вышли версии игры для Android и iOS. В декабре 2023 года появилась версия для PlayStation 4, 5 и Nintendo Switch, а в июле 2024 года — для Xbox One, Xbox Series X/S.
Игра повествует о бывшем сотруднике, который посещает заброшенную фабрику детских игрушек, ранее принадлежавшую компании Playtime Co., через 10 лет после того, как её сотрудники бесследно исчезли. Игра ведётся от первого лица. По мере прохождения игроку нужно решать различные головоломки.

## Игровой процесс
Poppy Playtime — survival horror от первого лица. Повествование ведётся от лица бывшего сотрудника Playtime Co., который возвращается на заброшенную фабрику игрушек компании после получения письма от давно пропавших других сотрудников. Игрок перемещается по территории фабрики и решает множество головоломок. Для некоторых из них требуется гаджет под названием «Хвататель» (GrabPack) — рюкзак, оснащённый двумя выдвижными руками, используемыми для вытаскивания и касания предметов на большом расстоянии, проведения электричества и доступа к определённым дверям. Игрок также может найти видеокассеты, разбросанные по фабрике, видео на которых содержат подробности сюжета игры.

## Сюжет

### Первая глава — A Tight Squeeze
Главный герой получает посылку с видеокассетой, на которой сначала появляется реклама куклы Поппи и экскурсии по фабрике игрушек, затем реклама резко обрывается. Игроку демонстрируется граффити с изображением мака и письмо от имени пропавших 10 лет назад сотрудников с просьбой найти цветок.
Затем игрок перемещается на заброшенную фабрику игрушек. Разгадав код охраняемой двери, он смотрит видеокассету, которая знакомит его с рюкзаком-устройством «GrabPack» (рюкзак для захвата) . Отперев дверь в главный зал фабрики, он встречает Хагги Вагги (Huggy Wuggy) — крупное гуманоидное существо, талисман компании, который выставлен в центре зала. После попытки отпереть дверь в главном зале внезапно отключается электричество, вынуждая игрока восстановить питание в комнате электроэнергии.
Вернувшись в главный зал, игрок обнаруживает, что Хагги Вагги исчез со своего места. Восстановив питание панели управления, чтобы управлять мостовым краном и извлекать правую руку грейфера, игрок заходит в секцию «Собери-Друга» (Make-a-Friend). В коридоре внезапно появляется Хагги Вагги и гонится за главным героем. Зайдя в тупик, игрок ломает часть конвейерной ленты, и Хагги Вагги падает в обрыв. Позже игрок находит куклу Поппи в коробке и открывает её.

### Вторая глава — Fly in a Web
Освободив Поппи из коробки, главный герой исследует здание фабрики и находит офис Эллиота Людвига (Elliot Ludwig), основателя Playtime Co. Войдя в вентиляционное отверстие в офисе, он встречает Поппи, которая благодарит его за освобождение и предлагает помочь сбежать с фабрики, дав код для активации поезда. Однако её что-то хватает и утаскивает вглубь фабрики.
Когда игрок выходит на станцию игр (Game Station), где находится поезд, он сталкивается с Мамочкой Длинные Ноги (Mommy Long Legs) — игрушкой-растяжкой, которая удерживает Поппи и забирает красную руку рюкзака GrabPack главного героя. Она бросает вызов главному герою, предлагая пройти три игры на станции игр. В случае победы взамен она даст коды для поезда, но угрожает убить его, если он не будет соблюдать правила. Пробираясь по фабрике, игрок создаёт зелёную руку для GrabPack, которая позволяет ему временно удерживать электрический заряд.
Главный герой получает две части кода для поезда и сбегает во время третьей игры, убегая в туннели под фабрикой. Разъярённая Мамочка обвиняет его в жульничестве и преследует по фабрике, пока не погибает, попав в промышленную дробилку. Её тело утаскивает Прототип (The Prototype). Главный герой получает третью часть кода для поезда.
Найдя Поппи, запутанную в паутине, освобождает её. Затем он садится в поезд, чтобы сбежать. Однако Поппи меняет направление поезда, не позволяя ему уйти, поскольку ей нужна его помощь. Прежде чем она успевает объяснить дальше, поезд выходит из-под контроля, сходит с рельсов рядом с указателем, указывающим на «Приют» (Playcare).

### Третья глава — Deep Sleep
После крушения поезда, игрока находит Кот-дремот (СatNap) и сбрасывает его в уплотнитель мусора. Однако игрок сбегает и попадает в приют Playtime, Playcare, который был основан основателем Playtime, Эллиотом Людвигом (Elliot Ludwig) и охраняется Котом-дремотом, членом линейки Playtime «Улыбающиеся зверьки».
Голос, который называет себя Олли (Ollie), помогает игроку, давая подсказки и ключи с помощью игрушечного телефона. Олли даёт игроку ключ от зоны добычи газа, которая используется для питания здания, но также производит газ под названием «Красный дым», который выделяет галлюциногены. После активации консоли питание отключается. Исследуя приют, чтобы включить генераторы, игрок должен избежать Кота-дремота и выжить в красном дыму, используя противогаз. Вместе с дружелюбной Кисси Мисси, Поппи объясняет, что она хочет, чтобы игрок помог ей убить Прототипа до того, как он убьёт их, чтобы положить конец бойне по всей фабрике.
Игрок встречает и убивает Мисс Приятность (Miss Delight) в местной школе, а также встречает последнего Улыбающегося зверька — Пеклопса (DogDay), который объясняет, что Кот-дремот хочет убить игрока и поклоняется Прототипу, прежде чем он будет убит и одержим мини-улыбающимися зверятами. Находясь в кабинете консультанта, игрок вводится в транс красным дымом, где Поппи задаёт игроку риторические вопросы с различными видениями детей, над которыми проводились эксперименты, в результате которых они были превращены в человекоподобных существ, проживающих на фабрике.
В зоне добычи газа игрок сражается с Котом-дремотом, пытаясь возобновить подачу энергии. С помощью зелёной руки игрок оглушает Кота-дремота. Тот пытается выпустить красный дым, но в результате короткого замыкания газ воспламеняется. Кот-дремот пытается потушить себя, хаотично бегая по комнате. Появляется Прототип, и Кот-дремот поклоняется ему, считая его богом, но вместо помощи Прототип убивает его и утаскивает его тело. Поппи показывает игроку отснятые кадры из «Часа радости», где Прототип инструктировал убийство сотрудников без разбора, отсюда и причина, по которой они должны убить Прототипа. Когда Поппи и игрок спускаются в логово Прототипа, на Кисси Мисси нападают, и они вдвоём не могут вовремя прийти ей на помощь.

### Четвёртая глава — Safe Haven
Продолжая с того места, где закончилась глава 3, Поппи и игрок все ещё находятся на лифте, направляясь вниз в подвал, ища там союзников. Поппи решает вернуться наверх, чтобы помочь Кисси и предупредить игрока, что подвал очень опасен даже по стандартам фабрики.
Затем игрок встречает Доктора (The Doctor), который является владельцем тюремного блока фабрики. Продвигаясь по территории тюрьмы, Доктор пытается убить игрока с помощью своих ручных экспериментов, одним из которых является Ярнаби (Yarnaby). В конечном итоге игрок расправляется с Доктором и его экспериментами.
В процессе игрок согласно плану Поппи закладывает взрывчатку в Основании (Foundation), в надежде убить Прототипа, однако взрыв разрушает убежище, из за чего все, кто там был, кроме Поппи и Кисси, погибают. Доуи (Doey) впадает в ярость и, превратившись в огромного монстра, пытается убить игрока, но игрок успешно расправляется с Доуи.
После встречи с Доуи игрок продолжает поиски выживших и натыкается на вентиляционный блок на полке B6, где обнаруживает Поппи и Кисси Мисси. Поппи пытается связаться с Олли после трагических событий в безопасном убежище (Safe Haven), но вместо того, чтобы связаться с Олли, она связывается с Прототипом. Прототип оказывается всё это время притворялся Олли, и после этого эмоционального откровения Поппи решает бежать и оставляет игрока с Кисси Мисси в вентиляции. В этот момент пол рушится, но Кисси Мисси пытается спасти игрока, но безуспешно, что приводит игрока в подземный проход с лабораторией и отрывает руку Кисси. Далее игрок проходит в лабораторию с клумбами мака из которого делают раствор для оживления игрушек. Потом в самой лаборатории игрок прослушивает последнюю кассету, в это время в лаборатории включается сигнализация и появляется Хагги Вагги который начинает ломать закрывшуюся дверь. После появляется красный газ и игрок засыпает.

## Разработка и выпуск
| 2021 | Выпуск первой главы для Windows                     |
| 2022 | Выпуск первой главы для Android и iOS               |
| 2022 | Выпуск второй главы для Windows                     |
| 2022 | Выпуск второй главы для Android и iOS               |
| 2023 | Выпуск первой главы для игровых приставок           |
| 2024 | Выпуск третьей главы для Windows                    |
| 2024 | Выпуск второй и третьей главы для игровых приставок |
| 2024 | Выпуск первой главы для Xbox Series X/S и Xbox One  |
| 2024 | Выпуск третьей главы для Android и iOS              |
| 2025 | Выпуск четвёртой главы для Windows                  |

Идея игры Poppy Playtime была придумана игровым директором Айзеком Кристоферсоном, заявившим, что люди называют большинство инди-хоррор-игр «симуляторами ходьбы», дав Mob Entertainment задачу «создать что-то с геймплеем, который не кажется таким заурядным, но при этом остаётся захватывающим, ужасающим и уникальным». Трейлер первой главы игры был загружен в сентябре 2021 года.
Первая глава Poppy Playtime была выпущена в Steam для Windows 12 октября 2021 года, 11 марта 2022 года стали доступны версии для Android и iOS. Начиная с 18 марта, начал выпускаться официальный мерчендайз игры, в том числе плюшевые игрушки.
Вскоре после выпуска первой главы Mob Entertainment объявили о том, что последующие главы будут доступны в качестве загружаемого контента. 22 февраля 2022 года был опубликован официальный трейлер второй главы, затем в Twitter Mob Entertainment публиковались тизеры. 2 мая Mob Entertainment объявила дату выхода второй главы — 5 мая. В рамках подготовки к её выпуску Poppy Playtime стала бесплатной для скачивания в Steam.
6 августа 2022 года был опубликован первый официальный тизер-трейлер третьей главы, а 26 июля 2023 года был опубликован второй тизер-трейлер с месяцем выхода третьей главы: декабрь 2023 года. 11 декабря 2023 вышел первый трейлер, а Mob Entertainment объявили о переносе релиза на начало 2024 года. 24 января 2024 года вышел второй трейлер, где была показана официальная дата релиза 3 главы — 30 января 2024 года.
30 сентября 2024 года был опубликован первый официальный тизер-трейлер четвёртой главы, а 21 декабря 2024 года вышел кинематографический трейлер, где была показана официальная дата релиза 4 главы — 30 января 2025 года.

## Отзывы и критика
Poppy Playtime была хорошо принята после её выпуска, получив похвалу за атмосферу и сюжет, но подверглась критике за небольшую продолжительность прохождения первой главы (30—45 минут). Также контент по игре в большом количестве стал выходить на таких платформах, как TikTok, YouTube и Twitch. Вторая глава получила смешанные отзывы в Steam, получив похвалу за озвучку и концовку, но также подверглась критике за ряд багов и проблем с производительностью, включая проблемы со звуком, сбои, задержки и прочее. Mob Entertainment принесли извинения и начали выпускать патчи для исправления вышеупомянутых проблем.
В своём Twitter Mob Entertainment объявили о добавлении в игру NFT, что вызвало негативную реакцию сообщества, в результате чего они удалили публикацию. Было объявлено, что до истечения срока действия контракта, подписанного Mob Entertainment, они не могут убрать NFT. 3 мая 2022 года генеральный директор Mob Entertainment Зак Беланджер опубликовал заявление в Twitter, в котором он подтверждает, что вся прибыль, полученная от NFT, будет направлена благотворительной организации Clean Air Task Force.

## Другие игры
31 октября 2022 года была анонсирована бесплатная кооперативная игра Project: Playtime во вселенной Poppy Playtime, которая вышла в раннем доступе 12 декабря 2022 года для Windows. В ранее назначенную дату 6 декабря игра не вышла из-за проблем с серверами. В одном матче игры участвуют 7 человек — 6 выживших и 1 монстр. Выжившим нужно собрать детали, чтобы создать большую игрушку, в то время как монстру нужно найти выживших и убить их. Mob Entertainment совместно с Jazwares была разработана игра Poppy Playtime: Forever, выпущенная 29 февраля 2024 года на платформе Roblox. В игре может участвовать до 10 игроков на одном сервере. Они могут создавать свои собственные карты и истории в игре.

## Экранизация
В 2022 году стало известно, что Mob Entertainment и Studio71 создают
одноимённый фильм на основе игры. В мае 2024 года к созданию киноадаптации присоединились компании Legendary и Angry Films.

### Комментарии
1. ↑  Ранее MOB Games
2. 1 2 3 4  Доступны субтитры для первой, третьей и четвёртой глав
3. 1 2 3 4  Доступны субтитры и озвучка для первой, третьей и четвёртой глав